# UK2-Schnittstelle

ISDN-Referenzmodell mit U-Referenzpunkt

Anwendungsbereich der Uk2-Schnittstelle im Teilnehmeranschlussnetz

Mit UK2 wird beim ISDN-Primärmultiplexanschluss eine Schnittstelle für den Übertragungsweg zwischen der Ortsvermittlungsstelle (OVSt) des Netzbetreibers und dem Netzabschluss (NTPM) beim Kunden bezeichnet. Sie benötigt zwei Kupfer-Zweidrahtleitungen. Das U in der Bezeichnung steht für den Referenzpunkt der Schnittstelle im ISDN-Referenzmodell (siehe Abbildung), während das K für die Kupferleitungen steht.
Zur physischen Übertragung wird in Deutschland weitgehend der ternäre HDB3-Code verwendet, der wesentlich stromsparender ist als der in den USA verwendete AMI-Code. Seit einigen Jahren wird wegen der höheren Reichweite weltweit zunehmend auch HDSL und SDSL eingesetzt. Die Datenübertragungsrate der Schnittstelle beträgt 2048 kbit/s.